# Stadskampen
Stadskampen var ett svenskt TV-program i TV4 där Staffan Ling och Sofia Wistam var programledare mellan 1997 och 2001. År 2005 var Peter Magnusson och David Hellenius programledare; då gick programmet även under namnet Stadskampen med David och Peter.
Under åren 1997–2001 fanns även en domare i programmet, som dömde tävlingsgrenarna. Peppe Eng var domare 1997–1998 och Thomas Ravelli 1999–2001.

## Sammanfattning
Stadskampen turnerade runt genom Sverige och direktsändes varje vecka från olika städer. 
I varje program tävlade två lag som representerade en av de städer som Stadskampen turnerade genom. Båda lagen tävlade i ett flertal olika grenar och före finalgrenen sammanställdes poängen och räknades om till sekunder. Det lag med mest poäng fick under finalgrenen ett försprång. Vinnaren av finalgrenen vann Stadskampen i programmet. 
Under programmets gång gavs även tittarna en chans att påverka resultaten; i varje program läste en av programledarna upp en lista på saker som man ville att stadens invånare skulle ta med sig till inspelningsplatsen. Beroende på om staden klarade "tittaruppdraget" kunde stadens lag få extrapoäng när den stora sammanställningen mellan lagen ägde rum.

### Förändring under 2005
I de fem första säsongerna som sändes från 1997 till 2001 var det antingen 6 eller 8 städer som deltog i en av säsongerna. Eftersom det var två lag som mötte varandra så var det uppdelat i tre kamper om det var 6 som deltog, eller fyra kamper om det var 8 som deltog. De städer som vann sina kamper blev alla de tre/fyra vinnarna. Men när Stadskampen återupplivades år 2005, ingick även en säsongsfinal. Då var det 6 städer som deltog, som hade sina tre kamper. De tre vinnarna av kamperna fick tävla i den avgörande finalen, där en stad vann hela Stadskampen. Ingen domare var heller med i den säsongen.

## Säsonger

### Säsong 1
Den första säsongen sändes på fredagar sommaren 1997. 
- 27 juni: Kalmar-Ystad
- 4 juli: Ystad-Kalmar
- 11 juli: Halmstad-Karlstad
- 18 juli: Karlstad-Halmstad
- 25 juli: Östersund-Västervik
- 1 augusti: Västervik-Östersund

### Säsong 2
Den andra säsongen sändes på fredagar sommaren 1998. 
- 10 juli: Karlshamn-Kristianstad
- 17 juli: Kristianstad-Karlshamn
- 24 juli: Umeå-Falun
- 31 juli: Falun-Umeå
- 7 augusti: Växjö-Nyköping
- 14 augusti: Nyköping-Växjö

### Säsong 3
Den tredje säsongen sändes på fredagar sommaren 1999. 
- 2 juli: Borås-Södertälje
- 9 juli: Södertälje-Borås
- 16 juli: Uppsala-Helsingborg
- 23 juli: Helsingborg-Uppsala
- 30 juli: Gävle-Örnsköldsvik
- 6 augusti: Örnsköldsvik-Gävle
- 13 augusti: Linköping-Västerås
- 20 augusti: Västerås-Linköping

### Säsong 4
Den fjärde säsongen sändes på fredagar sommaren-hösten 2000.
- 4 augusti: Skövde-Norrköping
- 11 augusti: Norrköping-Skövde
- 18 augusti: Skellefteå-Luleå
- 25 augusti: Luleå-Skellefteå
- 1 september: Uddevalla-Trollhättan
- 8 september: Trollhättan-Uddevalla
- 15 september: Örebro-Hässleholm
- 22 september: Hässleholm-Örebro

### Säsong 5
Den femte säsongen sändes på fredagar sommaren-hösten 2001.
- 27 juli: Helsingborg-Malmö
- 3 augusti: Malmö-Helsingborg
- 10 augusti: Luleå-Umeå
- 17 augusti: Umeå-Luleå
- 24 augusti: Västerås-Örebro
- 31 augusti: Örebro-Västerås
- 7 september: Lidköping-Skövde
- 14 september: Skövde-Lidköping

### Säsong 6
Den sjätte säsongen sändes på lördagar sommaren-hösten 2005. Efter Kalmar mot Karlskrona tog Stadskampen uppehåll de två lördagarna därefter, med anledning av friidrotts-VM. 20 augusti till 3 september fortsatte programmet som vanligt.
- 9 juli: Luleå-Gävle
- 16 juli: Gävle-Luleå
- 23 juli: Karlskrona-Kalmar
- 30 juli: Kalmar-Karlskrona
- 20 augusti: Uddevalla-Linköping
- 27 augusti: Linköping-Uddevalla
- 3 september, finalen: Visby

#### Total torp makeover
Tillsammans med Stadskampen med David och Peter fanns det lotter till försäljning av spelföretaget Spero där högsta vinsten var ett torp som designats i den aktuella staden och under den gångna veckan av en kändis. 
Varje torsdag mellan 14 juli 2005 och 8 september 2005 sände TV4 ett halvtimmesprogram där man visade upp arbetet med torpet och dess resultat.
Kändisarna som designade torpen var: 
- Luleå - Martin "E-type" Erikson
- Gävle - Bingo Rimér
- Karlskrona - Leif Pagrotsky
- Kalmar - Olinda Borggren
- Uddevalla - Peter Siepen
- Linköping - Blossom Tainton Lindquist
- Visby - Johnnie Krigström

I programmet medverkade också Mats "Matte" Carlsson och Willy Björkman, som snickrade alla torpen.

## Städer i Stadskampen
Städer som spelat första duellmatchen hemma:
- Kalmar 1997
- Halmstad 1997
- Östersund 1997
- Karlshamn 1998
- Umeå 1998
- Växjö 1998
- Borås 1999
- Uppsala 1999
- Gävle 1999
- Linköping 1999
- Skövde 2000
- Skellefteå 2000
- Uddevalla 2000, 2005
- Örebro 2000
- Helsingborg 2001
- Luleå 2001, 2005
- Västerås 2001
- Lidköping 2001
- Karlskrona 2005

Städer som spelat andra duellmatchen borta:
- Ystad 1997
- Karlstad 1997
- Västervik 1997
- Kristianstad 1998
- Falun 1998
- Nyköping 1998
- Södertälje 1999
- Helsingborg 1999
- Örnsköldsvik 1999
- Västerås 1999
- Norrköping 2000
- Luleå 2000
- Malmö 2001
- Örebro 2001
- Skövde 2001
- Gävle 2005
- Kalmar 2005
- Linköping 2005

Städer som inte deltagit i Stadskampen, men arrangerat programmets final:
- Visby 2005